# 6차 소닉 스타리그
6차 소닉 스타리그(6th Sonic Starleague)는 소닉TV가 주최한 소닉 스타리그의 6번째 대회이다.

## 리그 개요
- 기간 : 2012년 2월 24일 ~ 2012년 3월 17일
- 중계 : 아프리카TV
- 방식 : 32강, 16강 조별 리그, 8강 토너먼트
- 사용된 맵 : 투혼, 제이드, 일렉트릭 서킷, 저격능선, 아웃라이어
- 상금 규모 : 총 260만원
  - 1위 : 150만원
  - 2위 : 70만원
  - 3위 : 40만원